# 林鵬飛 (隆慶進士)
林鵬飛（1540年—？），字希翰，號肖韋，福建漳州府漳浦縣人，民籍，明朝政治人物。

## 生平
隆慶四年（1570年）庚午科福建鄉試第四十九名舉人。隆慶五年（1571年）中式辛未科會試第二百十名，三甲第七十九名進士。工部觀政，授吉水县知县。萬曆五年（1577年）调来安县，十一年升南京大理寺评事，十三年升寺正，十九年（1591年）任廣西南寧府知府，以考察闲住。

## 家族
曾祖林弘美；祖父林喬睦；父林經協，母石氏。具庆下。